# Тамплиеры

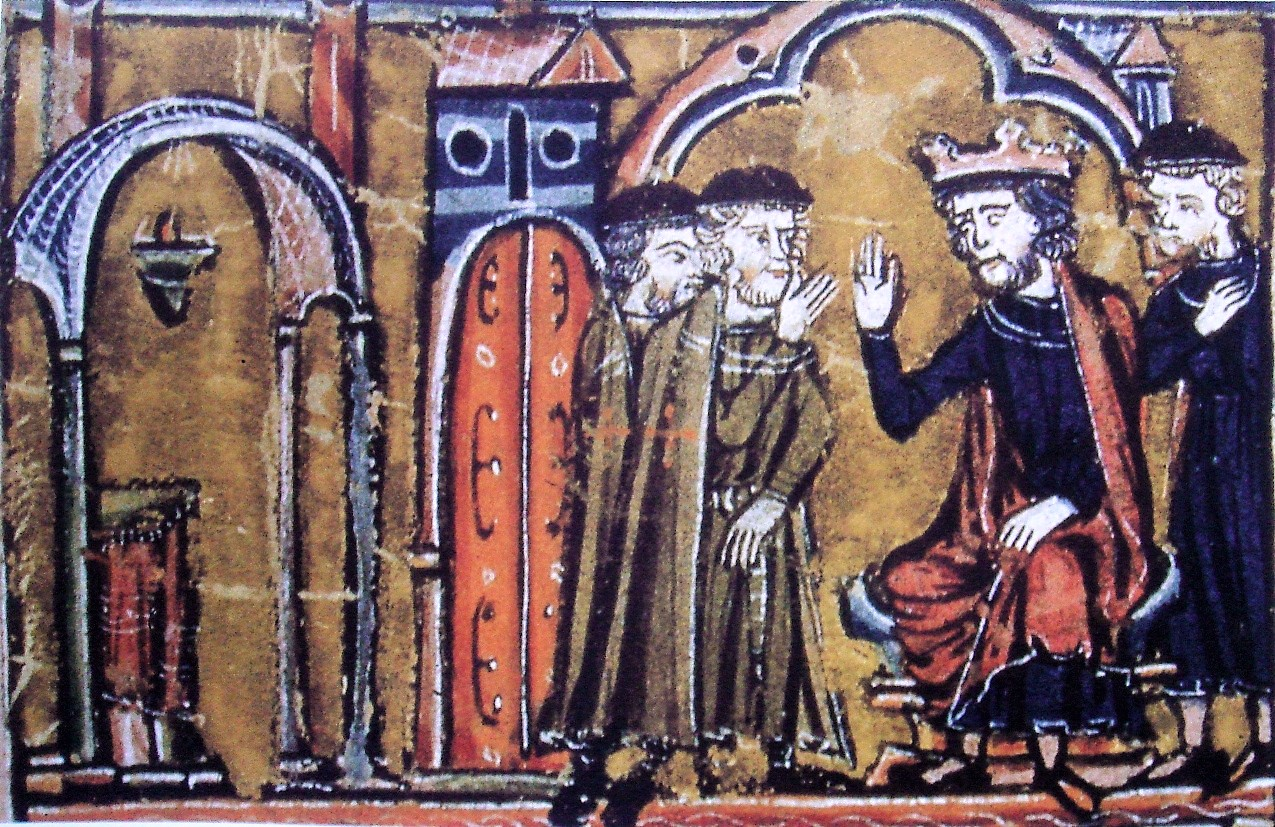
Король Балдуин II Иерусалимский передаёт захваченную мечеть Аль-Акса во владение Гуго де Пейна и Годфри, для использования её в качестве штаб-квартиры. Крестоносцы называли это здание Храмом Соломона, отчего и пошло название нового Ордена — тамплиеры, то есть храмовники или рыцари Храма

Тамплие́ры (от фр. templiers) или храмовники, также известны под официальными названиями О́рден бе́дных ры́царей Христа́ (L'Ordre des Pauvres Chevaliers du Christ), О́рден бе́дных ры́царей Иерусали́мского хра́ма (L'Ordre des Pauvres Chevaliers du Temple de Jerusalem), Бе́дные во́ины Христа́ и Хра́ма Соломо́на (лат. Pauperes commilitones Christi Templique Salomonici) — духовно-рыцарский орден, основанный на Святой земле в 1119 году небольшой группой рыцарей во главе с Гуго де Пейном после Первого крестового похода. Второй по времени основания (примерно через 20 лет после госпитальеров) из религиозных военных орденов.
В XII−XIII веках орден был чрезвычайно богат, ему принадлежали обширные земельные владения как в созданных крестоносцами государствах на территории Палестины и Сирии, так и в Европе. Орден обладал также широкими церковными и юридическими привилегиями, дарованными ему папой римским, которому Орден непосредственно подчинялся, а также и монархами, на землях которых он имел владения и недвижимость. Орден нередко выполнял функции военной защиты государств, созданных крестоносцами на Востоке, хотя первичной целью, декларированной при его учреждении, была защита паломников, идущих в Святую землю.
В 1291 году, когда крестоносцы были изгнаны из Палестины мамлюкским султаном Египта Халиль аль-Ашрафом, тамплиеры переключились на финансовые услуги и торговлю, накопили значительные ценности и оказались в сложных имущественных отношениях с королями европейских государств и папой римским.
В 1307−1314 годах члены Ордена подверглись арестам, пыткам и казням со стороны французского короля Филиппа IV, крупных феодалов и Католической церкви, в результате чего Орден был упразднён папой Климентом V в 1312 году.

## История

### Иерусалимская эра (1118—1191)

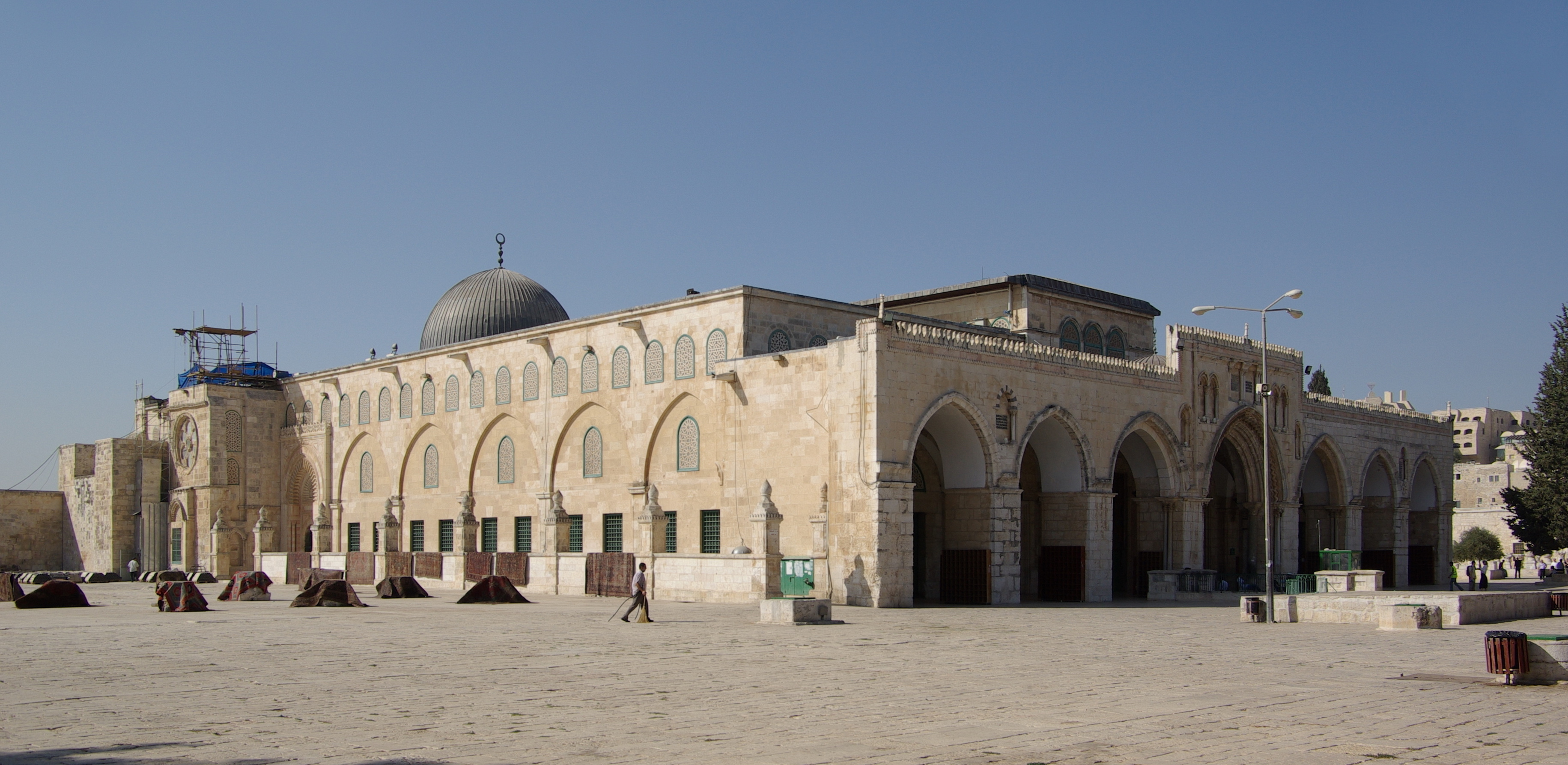
Мечеть Аль-Акса, юго-восточная часть Храмовой горы. На этом месте находилась штаб-квартира тамплиеров

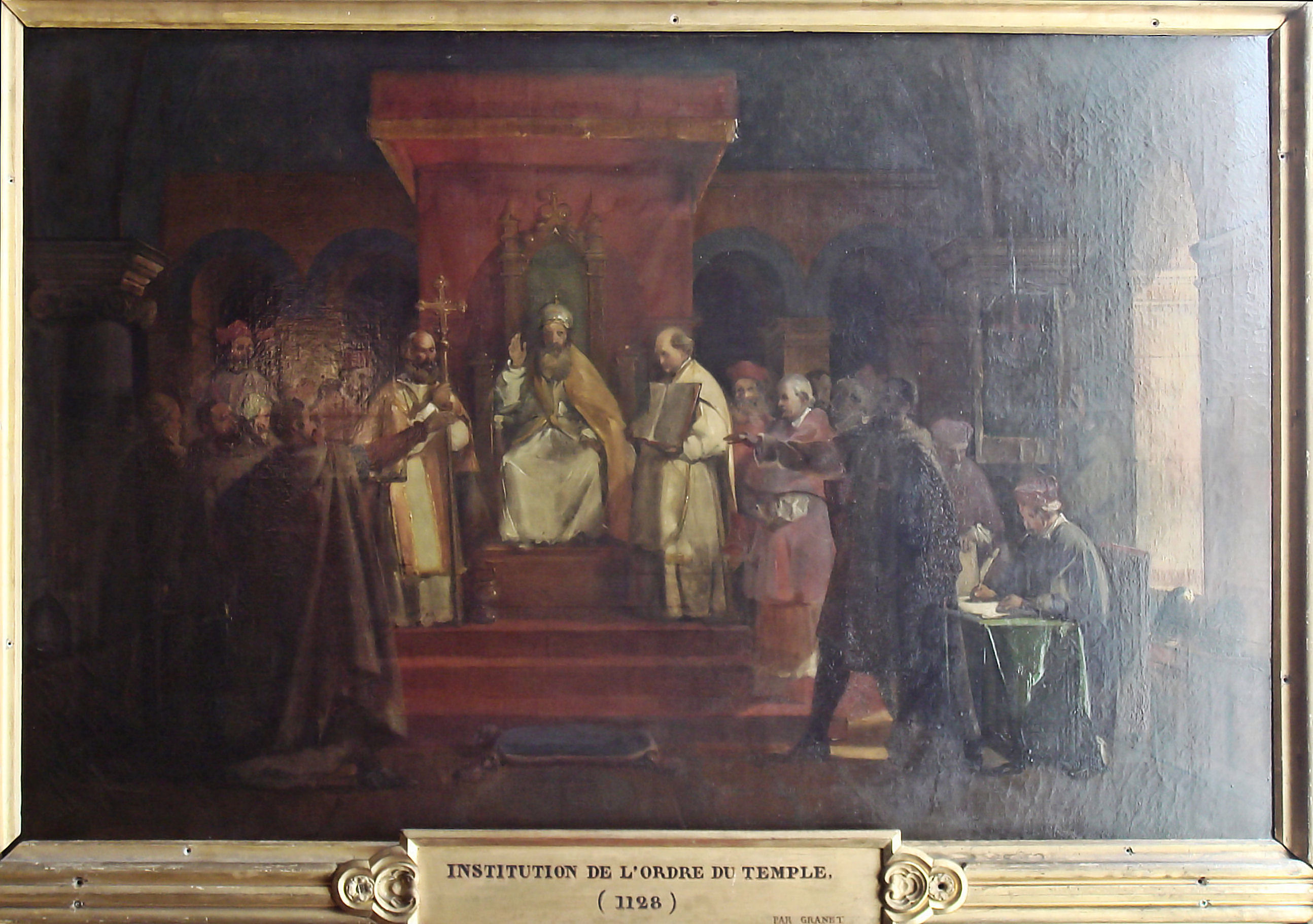
Франсуа Мариус Гранье. «Папа Гонорий II, предоставляющий официальное признание ордену тамплиеров»

Во время Первого крестового похода французский дворянин Гуго де Пейн собрал восемь своих родственников-рыцарей, включая Годфруа де Сент-Омера, и организовал ополчение бедных рыцарей Христа на службе ордена Гроба господня в Иерусалиме. Это ополчение было преобразовано в новый орден, получивший название Ордена рыцарей Храма.

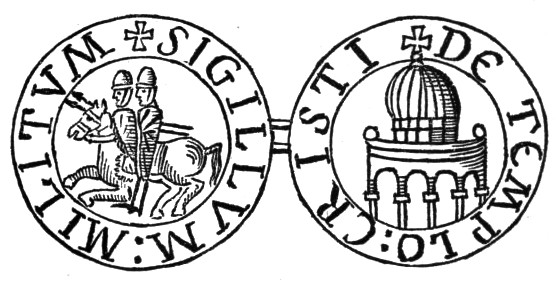
Печать тамплиеров с двумя всадниками на одном коне и изображением Храма Соломона.

Первоначально целью Ордена была защита пилигримов в их паломничестве к святым местам на Ближнем Востоке. Свой орден они назвали «Бедные рыцари храма Соломона». Они были настолько нищими, что на двух человек у них была всего одна лошадь; в память об этом их печать на протяжении долгого времени представляла собой изображение коня, на котором сидят два всадника. Чтобы исправить положение, указом Балдуина II и иерусалимского патриарха Вармунда в пользу Ордена поступали налоги с окрестных деревень.
О деятельности Ордена, как и вообще об Ордене, мало кто знал вплоть до Собора в Труа (1128). На Соборе Орден был признан официально, а священнику св. Бернару Клервоскому поручили разработать его Устав, в котором были бы сведены воедино основные законы Ордена.
Вильгельм, архиепископ Тирский, канцлер Иерусалимского королевства, один из крупнейших средневековых историков, в своём труде описывает процесс создания Ордена:

Несколько благородных рыцарей, людей истинно верующих и богобоязненных, выразили желание жить в строгости и послушании, навсегда отказаться от своих владений, и, предав себя в руки верховного владыки церкви, стать членами монашеского ордена. Среди них первыми и наиболее знаменитыми были Гуго де Пейн и Годфруа де Сент-Омер. Поскольку у братства не было пока ни своего храма, ни жилища, король предоставил им временное убежище у себя во дворце, построенном на южном склоне Храмовой горы. Каноники стоявшего там храма на определённых условиях уступили часть обнесенного стеной двора для нужд нового ордена. Более того, король Иерусалимский Балдуин I, его приближенные и патриарх со своими прелатами сразу обеспечили ордену поддержку, выделив ему некоторые из своих земельных владений — одни пожизненно, другие во временное пользование — благодаря чему члены ордена могли бы получать средства к существованию. В первую очередь им было предписано во искупление своих грехов и под руководством патриарха «защищать и охранять идущих в Иерусалим паломников от нападений воров и бандитов».
Орден составлял группу рыцарей на службе храма Гроба Господня.
Правитель Иерусалимского королевства Балдуин II в 1120 году, ещё до Собора в Труа, выделил рыцарям в юго-восточном крыле Иерусалимского храма, в мечети Аль-Акса, место под штаб-квартиру. А Бернар Клервоский, разработавший устав рыцарей Храма, стал патроном Ордена. С той поры Орден стали называть Орденом Храма, а рыцарей — храмовниками (тамплиерами). В том же году в Орден вступил Фальк граф Анжуйский (отец Жоффруа Плантагенета), а в 1124 году — Гуго граф Шампанский. В 1126 году в Ордене числились также Хенрик и Робер де Краон.

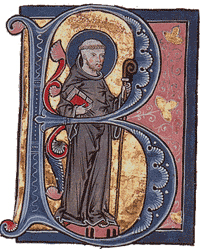
Св. Бернар Клервоский, покровитель ордена

Тамплиеры, присутствовавшие на Соборе в Труа, развернули во Франции и Англии активную и успешную кампанию по вербовке в Орден, для чего большая их часть, следуя примеру Годфруа де Сент-Омера, отправилась на родину. Гуго де Пейн посетил Шампань, Анжу, Нормандию и Фландрию, а также Англию и Шотландию. Помимо множества неофитов, Орден получил щедрые пожертвования в виде земельных владений, что обеспечило ему стойкое экономическое положение на Западе, особенно во Франции, и подтвердило его первоначальную «национальную» принадлежность — Орден считался французским.
Уже в 1133 году бездетный король Арагона Алонсо I, который также владел Наваррой и Кастилией, умирая, завещал все свои владения орденам тамплиеров и госпитальеров. Хотя это завещание не было исполнено, взошедший на арагонский престол Рамиро эль Монхе откупился от орденов очень крупными подаяниями.
29 марта 1139 года папа Иннокентий II издал буллу, названную им Omne Datum Optimum, в которой говорилось, что тамплиеры могут свободно пересекать любые границы, освобождаются от налогов и не подчиняются никому кроме самого римского папы.

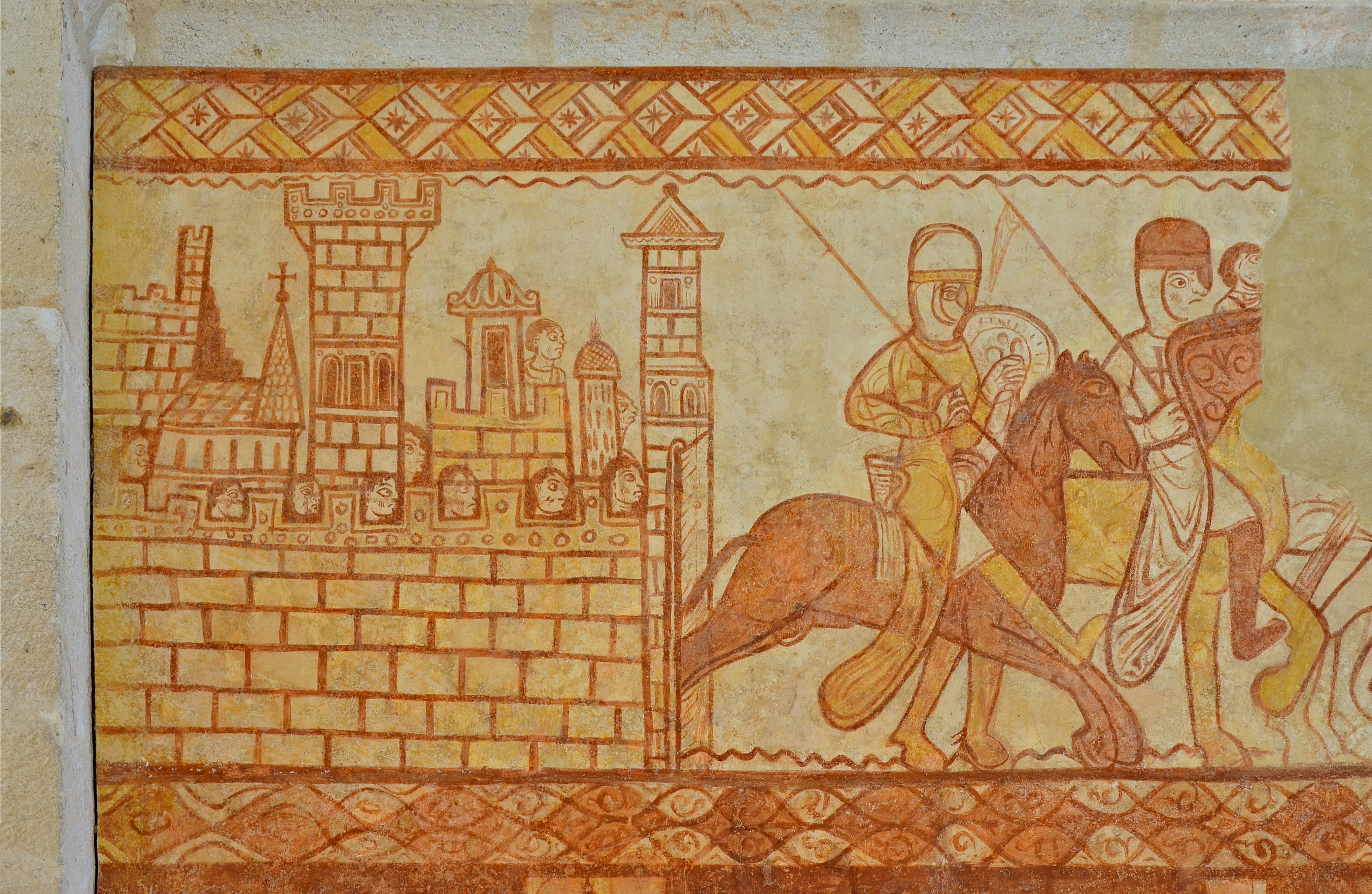
Рыцари-тамплиеры, возвращающиеся с битвы при Аль-Букайе (1163). Фреска из Часовни тамплиеров в Крессак-Сен-Жени (Пуату-Шаранта). XII в.

В 1163 году тамплиеры принимают активное участие в битве при Аль-Букайе с армией эмира Алеппо Нур-ад-Дина Занги, окончившейся победой крестоносцев.
В 1177 году тамплиеры участвуют в Битве при Рамле и вносят существенный вклад в победу христиан; в 1179 на берегу реки Иордан они терпят поражение от Саладина и заключают с ним перемирие.
В 1185 году в Лондоне был освящён храм тамплиеров Темпл. Орден Тамплиеров был очень могущественен в Англии, учитывая, что глава Тамплиеров занимал место в парламенте, нося титул первого барона в королевстве. Другой британский храм тамплиеров располагался в Бристоле.
В 1187 году Саладин вторгается в Иерусалимское королевство и наносит поражение крестоносцам. В плен попадает немало тамплиеров во главе со своим великим магистром Жераром де Ридфором. Некоторые исторические источники утверждают, что великий магистр купил себе жизнь принятием ислама и согласием на казнь всех тамплиеров, взятых в плен вместе с ним.
К 1191 году после двухлетней осады крестоносцам удаётся овладеть крепостью Акры. Тамплиеры, принимавшие активное участие в осаде крепости, размещают в городе свой Тампль (штаб-квартиру), при этом берут в плен более 2500 мирных жителей Акры и ведут безуспешные переговоры с Салах ад-Дин’ом. Впоследствии все пленённые были казнены Ричардом.

#### Связь с Храмом Соломона
Поскольку они не имели ни церкви, ни постоянного прибежища, король дал им на время местожительство в южном крыле дворца, близ Храма Господня— Гильом (Вильгельм) Тирский, хронист XII века

Один из вариантов креста Тамплиеров

«Храм Господень» — имеется в виду Второй иерусалимский Храм, построенный вернувшимися из Вавилонского Изгнания иудеями, во главе с пророками Ездрой и Неемией, и разрушенный римлянами в 70 году н. э. Во время существования Иерусалимского королевства крестоносцев Храмом Господним именовался т. н. «Купол Скалы», он же — Золотой купол или Куббат ас-Сахра на арабском. Мечеть «Аль-Акса» («Крайняя») именовали «Теmplum Solomonis» — Храм Соломона. Золотой купол и мечеть «Аль-Акса», а также позднее и дворец Иерусалимского короля, были построены на территории Храмовой горы — там же, где стоял разрушенный римлянами Иерусалимский храм. Первой резиденцией Ордена стал домик рядом с «Храмом Соломона». Главная резиденция тамплиеров располагалась в южном крыле дворца. На средневековых планах и картах, изображающих Иерусалим, вплоть до XVI века Храмовая гора носит название Храма Соломона. К примеру, на плане Иерусалима 1200 года ясно можно прочитать «Темплум Соломонис». Отсюда и название самого Ордена. В документах 1124—1125 годов тамплиеры именуются «рыцари Храма Соломона» или «рыцари Иерусалимского Храма».

«Подлинный Храм — Храм, в котором они живут вместе, не столь величественный, правда, как древний и знаменитый Храм Соломона, но не менее прославленный… Ибо… Он печется больше о чистоте умов, а не о позолоте стен.»

«Помещения их расположены в самом Храме Иерусалимском, не столь огромном, как древний шедевр Соломона, но не менее славном… 

Конечно же, фасад этого храма украшен, но не каменьями, а оружием, а вместо древних золотых венцов стены его увешаны щитами. Вместо подсвечников, кадильниц и кувшинов обставлен этот дом сёдлами, упряжью и копьями.»— Бернар Клервоский (1091—1153), «Похвала новому рыцарству»

### Эра Акко (1191—1291)
15 июля 1199 года, то есть в самом начале Четвёртого крестового похода, крестоносцам удаётся вновь овладеть Иерусалимом. В 1241 году тамплиеры вступают в сговор с дамасцами и совместно с ними нападают на войска египетского султана Аюба. Более того, они нападают на силы Ордена госпитальеров, выбивают из Акры тевтонских рыцарей и берут в плен часть госпитальеров, оказавшихся в Акре. Тамплиеры по отношению к своим собратьям ведут себя крайне жестоко, не позволяя последним даже похоронить своих павших.
В 1244 году в битве при Форбии египтяне в союзе с хорезмийцами наносят жестокое поражение объединённым силам крестоносцев. С поля боя живыми выбрались 33 тамплиера, 26 госпитальеров и трое тевтонов.
В апреле 1291 года мусульмане подступили к Акре. Обороной города руководил великий магистр ордена Гильом де Боже. Гарнизон насчитывал 15 тысяч человек, включая 900 рыцарей тамплиеров и госпитальеров. После 44 дней осады 18 мая 1291 года мусульманам с помощью стенобитной машины удалось обрушить одну из башен крепости (т. н. Проклятую). Гильом де Боже вместе с Великим магистром госпитальеров Жаном де Вильер организовали контратаку, в ходе которой де Боже был смертельно ранен. Видя неминуемое поражение, около четверти гарнизона, в основном киприоты вместе с королём Генрихом II Кипрским и своим братом Амори, начали эвакуацию на корабли и бежали на остров Кипр. В ходе боя уже внутри крепости пали около 300 рыцарей тамплиеров, остальным (несколько сотен) удалось укрыться в Тампле под предводительством маршала тамплиеров Пьера де Севри. Там же укрылись жители Акры, не успевшие эвакуироваться на Кипр. В ходе эвакуации погиб патриарх Иерусалимский Николай — его лодка, перегруженная спасавшимися, перевернулась, и он утонул.
Мамлюки на протяжении недели предпринимали попытки взять штурмом Тампль, но безуспешно. За этот период защитники, пользуясь тем, что они имеют выход к морю, эвакуировали гражданское население, а также казну ордена.
28 мая султан предложил тамплиерам почётные условия капитуляции — выход в гавань с оружием в руках. В этот же день условия были приняты защитниками. В гавань вошли галеры, гражданское население города в сопровождении рыцарей покинуло Тампль. Знаком капитуляции служило вывешенное над башней знамя ислама. Но один из эмиров, который рыскал по городу в поисках поживы, увидев флаг, решил, что крепость взята, и напал на беженцев. Защитники применили в ответ оружие и снова заперлись в крепости. 29 мая де Севри с двумя тамплиерами отправился на переговоры к султану. Но Аль-Ашраф счёл крестоносцев нарушителями клятвы, отказался выслушать парламентёров и приказал их обезглавить.
Оставшиеся в живых защитники забаррикадировались в Магистерской башне. Сапёры в течение суток подрыли её фундамент, 30 мая башня рухнула, мамлюки ворвались внутрь, и добили тех, кто уцелел под обломками.
Сразу же после того, как стало известно о падении стен Акры, 19 июня, без боя сдался Тир. В конце июня был захвачен Сидон, 31 июля сдан Бейрут. Замок Пилигримов и Тортоза были оставлены тамплиерами между 3 и 14 августа. Они отплыли к не имеющему воды острову Руад, который расположен в двух милях от Тортозы, и удерживали его ещё на протяжении двенадцати лет. Аль-Ашраф приказал уничтожить все замки, которые находились на побережье, чтобы франки более не смогли ими завладеть.

### Кипрская эра (1291—1314)

#### Разгром и упразднение Ордена

##### Переговоры Филиппа IV с папой Римским
Используя как предлог донос Скина де Флориана (Squin de Florian) и Ноффо Деи (Noffo Dei), двух бывших тамплиеров, обвинённых в смуте, Филипп IV Красивый (1285—1314) приказал без шума допросить нескольких тамплиеров и затем начал секретные переговоры с папой Климентом V, требуя расследования. После некоторых колебаний папа согласился. Орден не рискнул возражать против проведения следствия.
22 сентября 1307 года Королевский совет принял решение об аресте всех тамплиеров на территории Франции. Королевские чиновники, командиры военных отрядов, а также местные инквизиторы, до последнего момента не знали, что им предстояло совершить: приказы были запечатаны в двойные конверты, которые разрешалось вскрыть лишь в пятницу, 13 октября. Тамплиеры были захвачены врасплох.
Арестованным тамплиерам приписывались тяжкие преступления против религии и морали: богохульство, отречение от Христа, культ дьявола и идолопоклонство.
Допрос вели совместно инквизиторы и королевские дознаватели, при этом применялись жестокие пытки, и в результате следствие добивалось нужных признаний. В мае 1308 Филипп IV созвал Генеральные штаты и заручился их поддержкой, тем отводя любые притязания папы. Формально спор с Римом вёлся о том, кто будет судить тамплиеров, а по существу — кто завладеет их богатствами.

##### Уничтожение Ордена

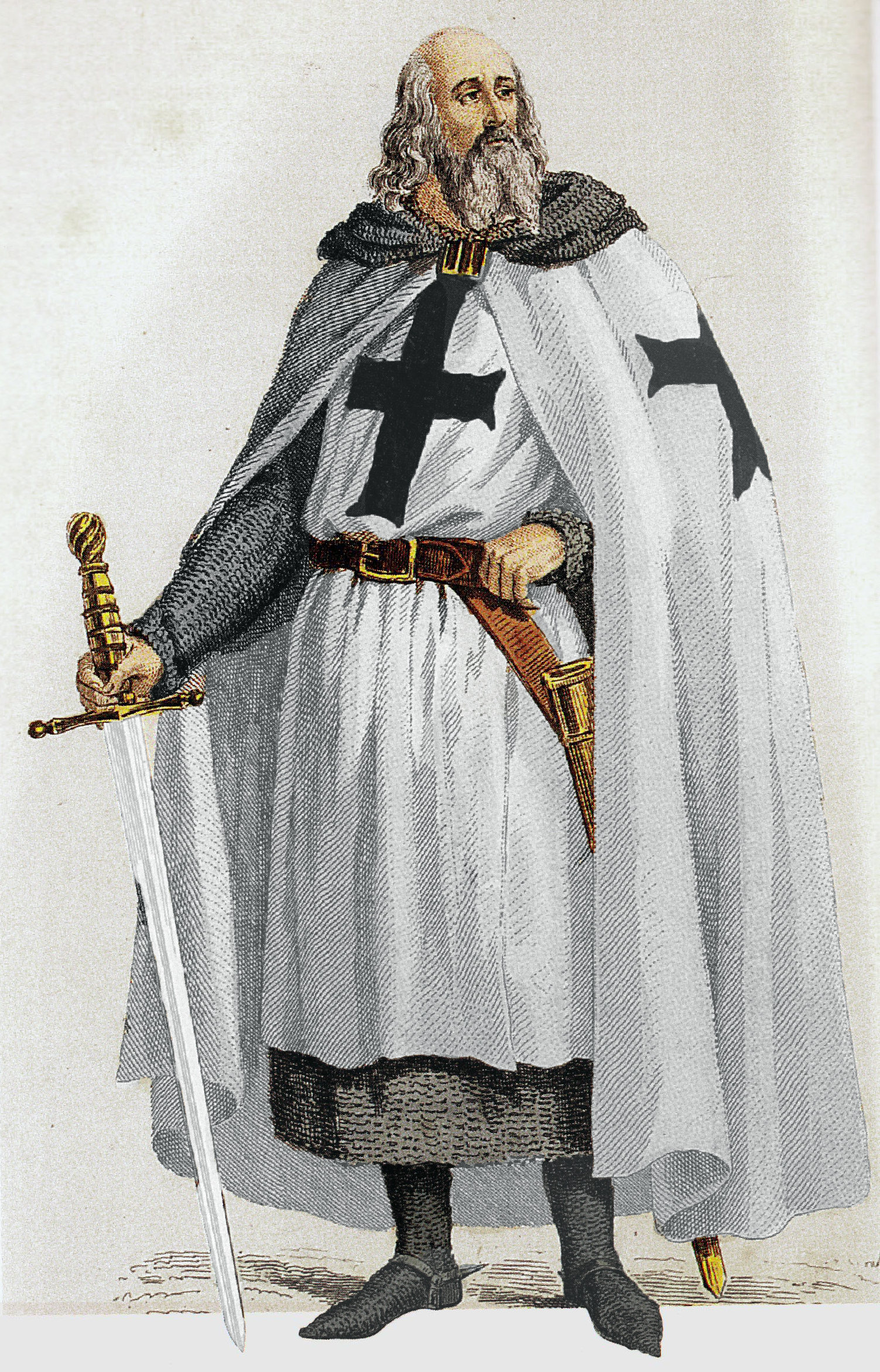
Жак де Моле. Рис. XIX века

Рано утром в пятницу 13 октября 1307 года проживавшие во Франции члены ордена были арестованы чиновниками короля Филиппа. Аресты производились именем Святой инквизиции, а владения тамплиеров конфисковал король.
От инквизиционного процесса против тамплиеров сохранилось множество документальных свидетельств. Членов ордена обвиняли в тягчайшей ереси — в отречении от Иисуса Христа, оплёвывании распятия, поклонении идолу Бафомету на своих тайных собраниях, кремации умерших братьев и подмешивании пепла в общую трапезу, личном посещении Сатаной их собраний и т. д. Ко многим заключённым применялись тяжелейшие пытки, несколько сот тамплиеров было замучено до смерти в первые же дни после арестов. В октябре и ноябре арестованные тамплиеры, в том числе Жак де Моле, Великий магистр ордена, и Гуго де Пейро, генеральный визитатор, почти одновременно признали себя виновными. Затем де Моле публично повторил своё признание по всем пунктам обвинения перед собранием теологов Парижского университета. Со своей стороны Филипп IV написал другим христианским монархам с настоятельной просьбой по его примеру арестовать всех тамплиеров в их владениях.
22 ноября 1307 года Папа издал буллу «Pastoralis praeeminentiae», в которой приказывал всем христианским монархам произвести аресты тамплиеров и конфискацию их земель и имущества. Эта булла положила начало судебным процессам в Англии, в Испании, в Германии, Италии и на Кипре. Два кардинала были посланы в Париж для личного допроса руководителей ордена. Однако в присутствии представителей папы де Моле и де Пейро отказались от своих признаний и настоятельно просили остальных тамплиеров сделать то же.
В начале 1308 года Папа приостановил инквизиционные процессы. Филипп IV и его люди в течение полугода тщетно пытались воздействовать на Папу и побудить его возобновить следствие. Во время личной встречи короля и Папы в Пуатье в мае-июне 1308 года после долгих споров Папа наконец согласился начать два судебных расследования: одно должно было осуществляться папской комиссией внутри самого ордена, второе — представлять собой серию судов на уровне епископств для определения вины или невиновности того или иного члена ордена. На октябрь 1310 года был намечен Вьеннский собор, которому предстояло вынести окончательное решение по делу тамплиеров.
Епископальные расследования под контролем и давлением самих епископов, тесно связанных с французским престолом, начались в 1309 году. В большинстве случаев тамплиеры повторили свои признания после суровых и продолжительных пыток. Папская комиссия, расследовавшая деятельность ордена в целом, начала слушания в ноябре 1309 года. Братья-тамплиеры, вдохновляемые священниками Пьером де Болонья и Рено де Провеном, стали последовательно защищать Орден и своё достоинство перед лицом папской комиссии.
К началу мая 1310 почти шестьсот тамплиеров пришли к решению защищать орден, полностью отрицая вырванные у них признания, сделанные перед инквизиторами в 1307 или перед епископами в 1309 году. Папа Климент отложил Собор на год до 1311. Архиепископ Санса, ставленник короля, вновь начал расследование по делу отдельных членов ордена в своей епархии, постановил, что 44 человека виновны как повторно впавшие в ересь, и передал их светским властям, приводившим в исполнение церковные приговоры. 12 апреля 1310 года пятьдесят четыре тамплиера были приговорены к сожжению на костре и казнены в предместье Парижа. Один из двух главных вдохновителей защиты ордена в суде, Пьер де Болонья, пропал без вести, а Рено де Провен был приговорён советом провинции Санс к пожизненному тюремному заключению. Слушания папской комиссии закончились только в июне 1311 года.
Летом 1311 года Папа объединил свидетельские показания, полученные во Франции, с материалами следствия из других стран. Только во Франции и в подвластных ей землях от тамплиеров добились признания вины. В октябре 1311 наконец состоялся Вьеннский собор. Папа потребовал упразднения ордена, обесчестившего себя и уже не способного существовать далее в прежнем виде. Сопротивление отцов Собора было довольно значительным. Папа, под давлением короля Франции, настоял на своих требованиях, заставив аудиторию молчать под страхом отлучения от церкви. Булла «Vox in excelso» от 22 марта 1312 года ознаменовала роспуск ордена, а согласно булле «Ad providam» от 2 мая вся собственность ордена передавалась их соперникам госпитальерам. Вскоре после этого Филипп IV изъял у госпитальеров крупную сумму денег как судебную компенсацию.

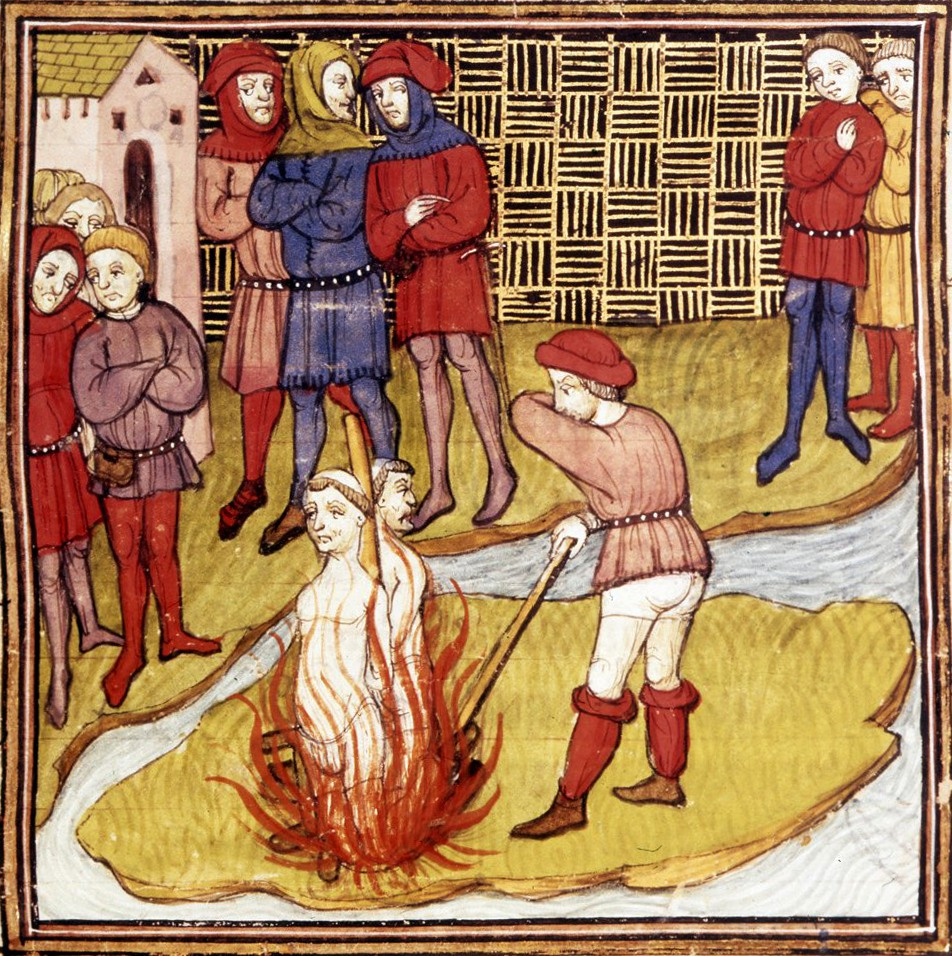
Сожжение двух тамплиеров. Миниатюра из «Хроник Сен-Дени». Кон. XIV века

Многих тамплиеров приговорили к различным срокам заключения, иногда пожизненно. Тех, кто не признал своей вины, заточали в монастыри, где они до конца жизни влачили жалкое существование. Предводители были приговорены к пожизненному заключению. Гуго де Пейро, генеральный визитатор ордена, и Жоффруа де Гонневиль, приор Аквитании, выслушали приговор молча, однако великий магистр Жак де Моле и приор Нормандии Жоффруа де Шарнэ громко протестовали, отвергая обвинения, и утверждая, что святой орден чист перед Богом и людьми. Король потребовал их осуждения как впавших в ересь вторично, и в тот же вечер они были сожжены на одном из островков Сены. Ранее де Моле и де Шарнэ частично признали справедливость наветов чтобы избежать пыток. Если бы они признали вину на суде, то возможно, отделались бы церковным покаянием и извержением из сана. Заявив же о своей полной невиновности, обрекли себя на мучительную казнь как злостные еретики.
Согласно получившей распространение легенде, перед смертью Жак де Моле проклял Филиппа и его род до тринадцатого колена, и Папу Климента.
Наиболее яркие слова о последствии падения рыцарей Храма принадлежат Чарльзу Уильяму Гекерторну: «С Тамплиерами погиб целый мир; рыцарство, крестовые походы кончились с ними. Даже папство получило ужасный удар. Символизм был глубоко потрясён. Возник жадный и бесплодный торговый дух. Мистицизм, озарявший таким ярким светом прошлые поколения, нашёл холодность, недоверие в душах людей. Реакция была сильная, и Тамплиеры первые пали под жёсткими ударами Запада, стремившегося возмутиться против Востока, который до сих пор во многих отношениях преобладал в нём, управлял им и притеснял его».

###### Обвинения
Список обвинений, выдвинутых Инквизицией против тамплиеров:
- Священники ордена не освящали Святых Даров и искажали формулу мессы.
- они поклонялись некоему коту, который иногда являлся им на их собраниях;
- в каждой провинции ордена имелись идолы, а именно головы (трёхликие, а некоторые с одним лицом) и черепа;
- они поклонялись этим идолам, в особенности, на своих собраниях;
- они почитали этих идолов, как представителей Бога и Спасителя;
- тамплиеры утверждали, что голова могла спасти их и обогатить;
- идолы дали ордену все его богатства;
- идолы заставляли землю плодоносить, а деревья цвести;
- они обвязывали головы этих идолов или просто касались их короткими верёвками, которые затем носили на теле под рубахой;
- во время приёма нового члена в орден ему выдавали вышеупомянутые короткие верёвки (или одну длинную, которую можно было разрезать);
- всё, что они делали, они делали ради поклонения этим идолам.

#### Суды: общее и особенное в разных странах

##### Франция

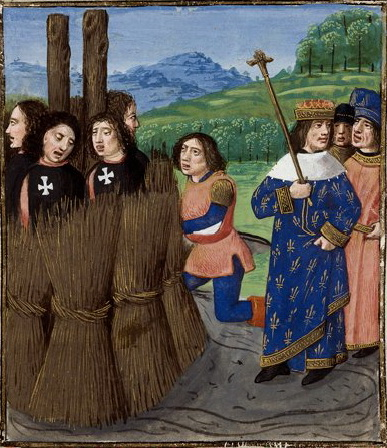
Сожжение тамплиеров. Миниатюра французской рукописи «Декамерона» Бокаччо 1479—1480 гг.

Самым жестоким было преследование во Франции. На её примере историки обычно рассматривают процесс, при этом складывается впечатление, что аналогично (пытки, тюрьмы и костры) он выглядел и в других странах. Это не совсем так. Факты, приведённые историком инквизиции Г. Ч. Ли, показывают, что если пытки применялись почти везде, кроме Кипра, Кастилии, Португалии, Трира и Майнца, то в тюрьму их заключали обычно:
- не внезапно, как во Франции;
- могли брать слово чести и оставлять в своих замках — как в Англии и на Кипре;
- могли вообще не арестовывать, а вызывать на суд. Так делали в Трире, Майнце, Ломбардии и в самой Папской области. Впрочем, тамплиеры, бывало, являлись и сами.

Жгли тамплиеров на кострах тоже не везде. Были сожжены:
- Во Франции —
  - 54 тамплиера в Санской епархии 12 апреля 1310 года; там же позднее сожгли ещё 4 тамплиеров;
  - в апреле 1310 года 9 тамплиеров в Санлисе;
  - 3 тамплиеров в Пон де Л`Арк;
  - Жак де Моле (последний магистр ордена) и Жоффруа де Шарнэ, командор Нормандии — в 1314 году.
- В других странах —
  - в Лотарингии сожгли многих, но заметим, что герцог Лотарингии Тибо II был вассалом Филиппа IV Красивого;
  - сожжены тамплиеры из 4 монастырей в Марбурге;
  - возможно, сожжены 48 тамплиеров в Италии, хотя епископ Дени утверждал, что в Италии не было сожжено ни одного тамплиера.

В качестве свидетелей на процессах часто использовали малообразованных братьев Ордена, то есть братьев-слуг. Г. Ч. Ли отмечает, что именно они во многих местах дали самые тяжёлые и ценные с точки зрения инквизиции показания. Использовались также показания ренегатов Ордена: флорентийца Роффи Деи и приора Монфоконского; последний, будучи осуждён великим магистром на пожизненное заключение в тюрьме за многочисленные преступления, бежал и сделался обвинителем своих прежних братьев.
На Майорке все 27 тамплиеров с 22 ноября 1307 года закрылись в наставничестве Матте. Позже, в ноябре 1310 года, к ним присоединился Рамон Са Гвардия. На процессе 1313 года тамплиеры признаны невиновными.
Имущество тамплиеров переходило к ордену св. Иоанна, но С. Г. Лозинский отмечает, что доминиканцы, картезианцы, августины и целистины тоже сумели поживиться.

Тамплиеров выпускали из тюрем даже во Франции, кроме руководства. Частью они влились в орден св. Иоанна. На Майорке тамплиеры жили в крепости Мас Дё, каждый из них получал от 30 до 100 ливров пенсии. Рамону Са Гвардии была назначена пенсия в 350 ливров и доходы от сада и виноградника. Последний из тамплиеров Майорки умер в 1350 году — звали его Беранжель де Коль.

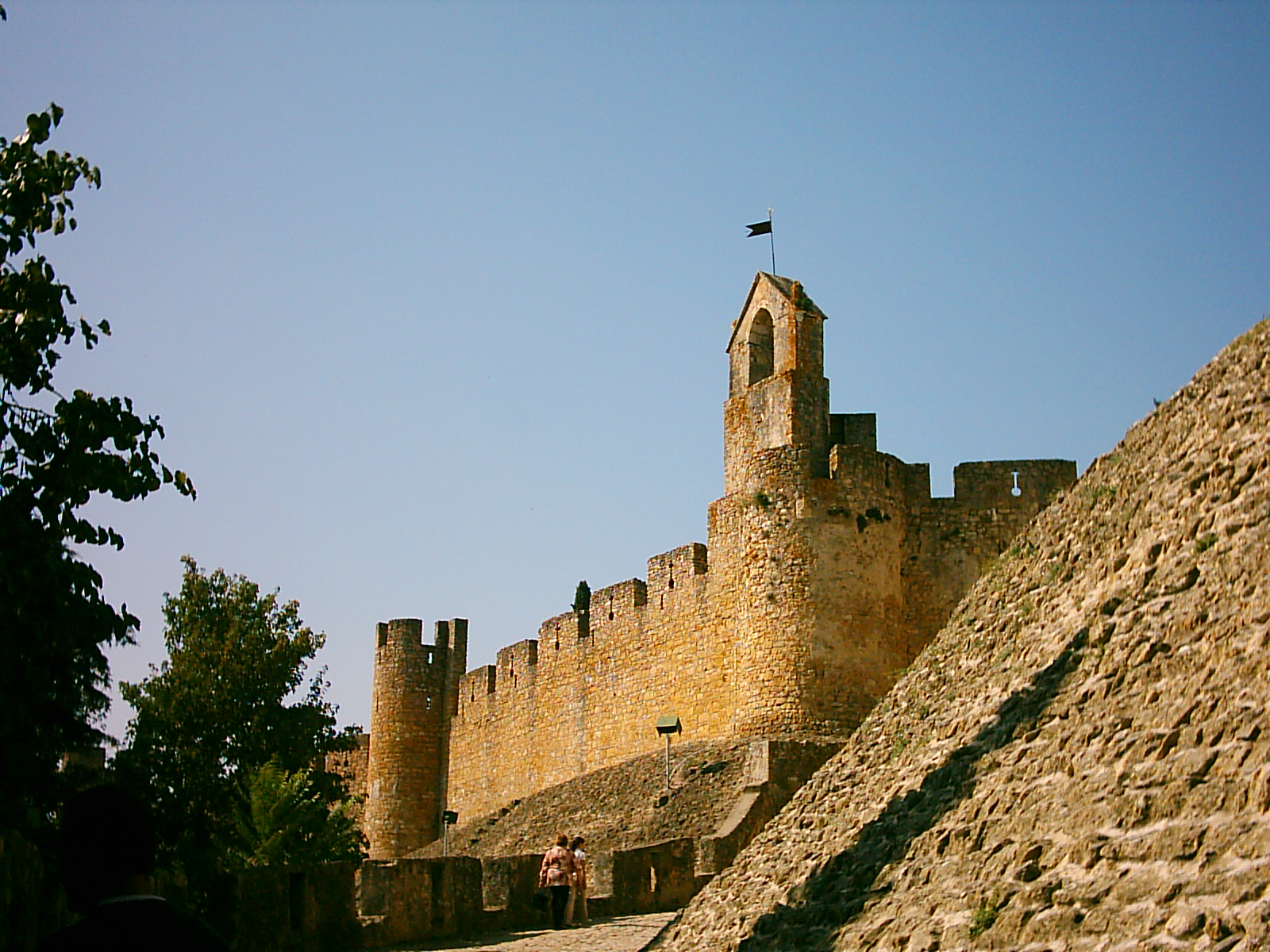
Замок Томар — резиденция португальских тамплиеров и их преемников.

Обязанность содержать бывших тамплиеров возлагалась на тех, кому перешло их имущество. Суммы эти порой бывали настолько велики, что в 1318 году Иоанн XXII запретил выдавать тамплиерам Германии такую пенсию, которая позволяла им копить деньги и жить роскошно.
Во Франции на долю короля и его семьи приходилось:
- 200 000 ливров из Тампля плюс 60 000 ливров за ведение процесса;
- деньги, поступившие от распродажи имущества Ордена;
- драгоценности тамплиеров;
- доходы от имущества тамплиеров, поступившие за время ведения процесса —
  - 200 000 ливров, которые иоанниты хранили в Тампле;
  - 500 000 франков, взятых Филиппом IV на свадьбу Бланки;
  - 200 000 флоринов долга Филиппа IV перед тамплиерами;
  - 2500 ливров, выданные тамплиерами в 1297 году на организацию крестового похода, который не был осуществлён;
- платежи по векселям тамплиеров;
- долги королевской семьи.

##### Англия
В Англии потребовались специальные королевские ордонансы для применения пыток к тамплиерам. По английским законам, например, пытка была запрещена. Церковь получила у Эдуарда Английского разрешение на пытки тамплиеров. Это разрешение называлось «церковным законом». Однако Эдуард сам вырос среди тамплиеров, был посвящён в рыцари в главном лондонском храме, поэтому доминиканцам долго не разрешали прибыть в Британию, а кроме того, заставили их оставить все пыточные орудия на континенте. Инквизиторам были разрешены только «лёгкие» пытки — выворачивание суставов, выламывание пальцев и не более того. Британские храмовники были предупреждены о готовящейся расправе задолго до того, как начались преследования, в отличие от французских братьев.
Часть тамплиеров бежали в Шотландию, где в те годы правил отлучённый от церкви Роберт Брюс, поскольку на этих землях не действовала папская булла, объявлявшая деятельность ордена незаконной.

##### Испания
В Арагоне дело обстояло лучше: закон также не признавал пыток, и кортесы не дали разрешение на их применение. Преследования тамплиеров в Арагоне начались в январе 1308 года. Большинство тамплиеров заперлось в семи замках, некоторые сбрили бороды и скрылись. Командором Арагона был тогда Рамон Са Гвардия. Он укрепился в Миравете. Также тамплиеры укрепились в замках Аскон, Монтсо, Кантавьеха, Вилель, Кастельот и Чаламера. Местное население оказывало тамплиерам помощь, многие приходили в замки и защищали их с оружием в руках. В ноябре 1308 года сдалась крепость Кастельот, в январе 1309 года — крепость Миравета, Монсо и Чаламера — в июле 1309 года. К ноябрю 1309 года тамплиерам из остальных крепостей было разрешено выйти группами по 2—3 с оружием в руках. Рамон Са Гвардия 17 октября обратился к вице-канцлеру папы Арнольду, указывая, что тамплиеры, находящиеся в плену по 20—30 лет, не отрекаются от Бога, тогда как отречение даёт им свободу и богатство, и даже сейчас 70 тамплиеров томятся в плену. В защиту тамплиеров выступили представители многих знатных фамилий. Король Яков выпустил узников, но оставил земли и замки себе. Рамон Са Гвардия удалился на Майорку.

##### Германия
В Германии меры, применяемые к тамплиерам, целиком зависели от отношения к ним местных светских властей. Бурхард III Марбургский тамплиеров не любил и сжёг рыцарей из четырёх монастырей — за что их родственники причинили ему потом большие неприятности. Архиепископы Трира и Кёльна в 1310 году уступили свои полномочия по отношению к тамплиерам Бурхарду III Марбургскому за их земли. Архиепископ Майнца Пётр навлёк на себя недовольство Климента V за оправдание тамплиеров. У тамплиеров, в глазах архиепископа и тамошних обвинителей, были неоспоримые доказательства своей правоты: на созванный 11 мая 1310 года собор командор Гуго Сальм явился сам и привёл всех двадцать тамплиеров; их плащи бросили в костёр и кресты на них не сгорели. Это чудо сильно повлияло на общественное мнение, и их оправдали. В той же Германии Св. Иоанн выступил в пользу тамплиеров, приведя случай, когда во время голода при увеличении цены на хлеб с 3 су до 33 тамплиеры из монастыря в Мостере кормили 1000 человек ежедневно. Тамплиеры были оправданы. Узнав о таком исходе дела, Климент V приказал Бурхарду III Марбургскому взять дело в свои руки — результат известен.

##### Кипр
Тамплиеры Кипра, которых на острове было 118 братьев всех степеней (75 — рыцари), сначала несколько недель оборонялись, потом были арестованы под честное слово. Само количество рыцарей на острове (обычное соотношение рыцарей и служащих было 1:10) чётко говорит о том, что именно Кипр, а не Тампль в Париже был в то время главным местопребыванием тамплиеров. Пытки к тамплиерам не применялись, все они единогласно отрицали виновность Ордена Храма. Другие 56 свидетелей из числа духовных лиц всех степеней, вельмож и горожан, среди которых были и политические противники тамплиеров, однозначно заявляли, что им известны только факты, делавшие честь Ордену — всячески подчёркивалась их щедрость, милость и ревность к исполнению религиозных обязанностей.

##### Португалия
В Португалии судьба тамплиеров была более чем благоприятна: в благодарность за услуги, оказанные ими в борьбе с сарацинами, король Диниш I основал орден Христа, который был утверждён в 1318 году папой Иоанном XXII. Новый орден был простым продолжением старого. Под таким названием орден сохранился до XVI века. Корабли ордена плавали под восьмиконечными тамплиерскими крестами. Под этими же флагами плавал в Индию Васко да Гама.

### Хронология
- 1095: Первый Крестовый Поход провозглашён Папой Урбаном II.
- 1099: взятие Иерусалима крестоносцами, основание Иерусалимского королевства.
- 1118—1119: группа рыцарей основывает религиозное братство для защиты паломников от мусульман.
- 1120: церковный собор в Наблусе признаёт новое братство в качестве религиозного ордена, а король Иерусалима Болдуин II отдаёт им помещения мечети Аль-Акса «Храма Соломона», с тех пор они называются тамплиерами (храмовниками).
- 1128: графиня Тереза Португальская решает передать тамплиерам замок Сюр, на границе Португалии с мусульманами.
- 1129: Собор в Труа (Шампань, Франция). Орден получает Папское благословение и принимает устав ордена .
- До 1130: Бернард, аббат Клерво, пишет «Посвящение новому рыцарству» для поддержки нового ордена.
- 1131: граф Барселоны Раймон Беренжер III передаёт тамплиерам пограничное владение Граньена
- 1134: смерть короля Арагона Альфонсо I, который завещал своё королевство тамплиерам, госпитальерам и рыцарям Гроба Господня.
- 1136—1137: тамплиеры утверждаются в пограничных областях к северу от Антиохии (сейчас Турция)
- 1137: Матильда Булонская, королева Англии, племянница Готфрида Бульонского и Болдуина Эдесского передаёт тамплиерам земли в Эссексе (Англия)
- 1139: Папа Иннокентий II выпускает буллу Omne datum optimum где даёт тамплиерам различные религиозные привилегии, чтобы они могли действовать более эффективно.
- 1143: правитель Арагона, граф Рамон Беренжер IV, заключает с тамплиерами договор о действиях против мусульман и передаёт им различные земли и замки.
- 1144: Папа Целестин II выпускает буллу Milites Templi, в которой даёт тамплиерам различные религиозные привилегии, которые в дальнейшем будут закреплены в булле Milites Dei выпущенной Папой Евгением III год спустя.
- 1147—1149: Второй Крестовый Поход.
- 1149—1150: тамплиеры получают стратегический замок Газа в южной Палестине.
- 1153: силы Иерусалимского королевства занимают Аскалон.
- 1163—1169: вторжение короля Иерусалима Амори в Египет.
- 1177: битва при Монжизаре, победа короля Иерусалима Болдуина 4 над Саладдином, правителем Сирии и Дамаска.
- 1179: битва при Мезафат, победа Саладина, Саладин разрушает тамплиерский замок Святого Якова в северной Галилее.
- 1187: битва при Хаттине: катастрофа для крестоносных государств и победа Саладдина, который казнит всех захваченных тамплиеров и госпитальеров. Саладдин захватывает Иерусалим, и тамплиеры лишаются своей главной резиденции.
- 1189—1192: Третий Крестовый Поход.
- 1191: тамплиеры обосновываются в своей новой резиденции в Акре (сейчас Акко, Израиль).
- 1194—1219: конфликт между тамплиерами как союзниками Рубена Одноглазого и королём киликийской Армении Львом, поддерживавшим Раймунда Рубена[10].
- 1204: Четвёртый Крестовый Поход, завоевание Константинополя (сейчас Стамбул, Турция). Тамплиеры получают некоторые земли в Греции.
- 1217—1221: Пятый Крестовый Поход, военные компании в Палестине и Египте.
- 1218: тамплиеры и некоторые крестоносцы возводят Замок Паломников (сейчас Атлит, Израиль) к югу от Акры.
- 1228—1229: Крестовый Поход Фридриха II, император возвращает часть Иерусалима по договору, но не храмовую гору, где была резиденция тамплиеров.
- 1129—1230: король Арагона Хайме I захватывает мусульманские позиции на Болеарских островах, его силы включают в себя тамплиеров.
- 1230: тамплиеры получают первую собственность в Богемии (сейчас Чешская Республика)
- 1233: король Арагона Хайме II вторгается в Валенсию, его силы включают тамплиеров.
- 1237: тамплиеры несут тяжёлое поражение пытаясь вернуть замок Дарбаск в княжестве Антиохия от мусульман Алеппо
- 1239—1240: Крестовый Поход Тибо Шампанского и Наваррского.
- 1240—1241: Крестовый Поход Ричарда Корнуольского.
- 1240: тамплиеры начинают перестройку своего замка Сафед в северной Галилее.
- 1241: монгольское вторжение в Венгрию и Польшу, объединённые силы христиан, которые включают в себя местных тамплиеров, терпят поражение.
- 1244: Захват Иерусалима турками-хорезмийцами. Битва при Ля Форби, франки несут тяжёлое поражение от египетских сил в союзе с хорезмийцами.
- 1248—1254: Крестовый Поход Людовика IX, короля Франции: военные кампании в Египте и Палестине.
- 1250: битва при Мансуре в Египте: крестоносцы терпят поражение, многие тамплиеры убиты.
- 1260: битва при Айн-Джалут: монголы разгромлены египетскими мамлюками.
- 1266: султан Египта Бейбарс захватывает замок тамплиеров Сафед.
- 1268: Бейбарс захватывает Антиохию.
- 1270: Второй Крестовый Поход короля Людовика IX в Тунис.
- 1271—1272: Крестовый Поход Эдуарда Английского.
- 1274: собор в Лионе: дискуссии о новом Крестовом Походе, который так и не будет осуществлён.
- 1289: султан Египта Калавун захватывает Триполи.
- 1291: захват Акры Ашраф Халилом, сыном Калавуна: конец латинского Иерусалимского королевства. Тамплиеры эвакуируют свои замки Сидон и Тортоза, (сейчас Тартус, Сирия), и основывают свою штаб-квартиру на Кипре.
- 1302: тамплиеры теряют Руад, остров недалеко от Тортозы.
- 1306: король Генрих II Кипрский смещён своим братом Амори де Лузиньяном, тамплиеры поддерживают Амори.
- 1307: тамплиеры Франции арестованы по приказу короля Филиппа IV
- 1310: король Генрих II Кипрский возвращает себе власть и помещает тамплиеров под домашний арест.
- 1311—1312: Церковный Собор во Вьенне, Франция.
- 1312: Папа Климент V распускает орден буллой Vox in excelso. Он выпускает буллу Ad providam, которая передаёт собственность ордена Ордену Госпиталя св. Иоанна Иерусалимского (госпитальерам).
- 1314: два главных сановника ордена, магистр ордена Жак де Моле и командор Нормандии Жоффруа де Шарне сожжены в Париже.
- 1316—1317: Айме де Озилье, маршал тамплиеров и другие тамплиеры Кипра умирают в тюрьме в правление своего противника короля Генриха II Кипрского.
- 1319: Орден Монтеза обосновывается в Валенсии и получает собственность ордена тамплиеров и ордена госпитальеров в Валенсии. Орден Христа основывается в Португалии и перенимает там собственность тамплиеров.

## Финансовая деятельность
Одним из главнейших занятий Ордена были финансы. Величина ливра изменялась с 489,5 грамма золота (время Каролингов) до 89,85 грамма в 1266 году и до 72,76 грамма — в 1318 году. Чеканка золотых монет возобновилась с середины XIII века: флорин 1252 года (3,537 г.); экю Людовика IX; венецианский дукат 1284 года. В реальности, по словам Ж. Ле Гоффа, чеканили серебро: грош Венеции (1203), Флоренции (ок. 1235), Франции (ок. 1235). Денежные отношения, таким образом, носят весовой характер — что их несколько затрудняет. Попытки же оценить какую-либо степень богатства могут привести к неадекватным результатам. Можно, к примеру, оценивать по уровню 1100 года — когда ливр колебался в пределах 367—498 г, а можно по уровню 1318 года — ливр 72,76 г. Таким образом, автор какой-либо работы может, оперируя данными, получить нужный ему результат — об огромной величине богатства тамплиеров, например.
Ввиду большого риска финансовыми операциями зарабатывали только определённые лица и конгрегации. Ростовщичеством занимались обычно итальянцы (ломбардцы) и евреи. Конкуренцию им составляли аббатства, которые обычно давали деньги под залог «земли и плодов с неё». Целью кредита обычно было паломничество в Иерусалим, сроком — возвращение оттуда. Величина кредита составляла, как правило, 2/3 суммы залога.
Значительно более солидно выглядел на этом поле финансовой деятельности Орден тамплиеров. У него был особый статус — не только светской организации, но и духовной; следовательно, нападения на помещения Ордена рассматривались как святотатство. Кроме того, тамплиеры получили позже у папы право заниматься финансовыми операциями, благодаря чему вели свою деятельность открыто. Другим конгрегациям приходилось прибегать ко всякого рода ухищрениям (например, давать деньги в рост евреям).
Именно тамплиеры являются изобретателями чеков, причём, если сумма вклада исчерпывалась, то её можно было увеличить с последующим восполнением родственниками. Дважды в год чеки посылали в комтурию выпуска для окончательных подсчётов. Каждый чек снабжался отпечатком пальца вкладчика. За операции с чеками Орден брал относительно небольшой сбор. Наличие чеков освобождало людей от необходимости перемещений драгоценных металлов, игравших роль денег. Теперь можно было отправляться в паломничество с небольшим кусочком пергамента и в любой прецептории (тамплиерском аналоге комтурии) получить полновесную монету. Таким образом, денежная собственность владельца чека стала недоступной для разбойников.
По мнению Десмонда Сьюарда, «самым длительным занятием тамплиеров, их вкладом в разрушение монополии Церкви на ростовщичество, было занятие экономикой. Ни одно средневековое учреждение не сделало большего для развития капитализма».
Орден обладал огромными земельными владениями: в середине XIII века около 9000 мануариев, а к 1307 году — около 10500 мануариев. Мануарием в Средние века называли земельный участок размером 100—200 га, доход с которого позволял вооружить рыцаря. Тем не менее, земельные владения Ордена Иоаннитов более чем вдвое превосходили владения Ордена Храма.
Постепенно тамплиеры становятся крупнейшими кредиторами Европы. Один из ключей от иерусалимской казны также был дан на хранение Ордену.
Важна дорожная деятельность тамплиеров. Нехватка дорог, множество таможенных барьеров — сборов и пошлин, взимаемых каждым феодалом у каждого моста и пункта обязательного проезда, не считая разбойников и пиратов, затрудняли передвижение. Качество существующих дорог было, по мнению С. Г. Лозинского, весьма низким. Свои дороги тамплиеры охраняли и на их перекрёстках строили комтурии, где можно было остановиться на ночлег. За проезд по их дорогам не взималась пошлина — явление, исключительное для Средневековья.
В 1291 году столица крестоносцев в Святой земле Акра пала, и оба ордена перенесли свои резиденции на Кипр. Ещё задолго до этого, используя свои накопления и связи, тамплиеры стали крупнейшими банкирами Европы, и военная сторона деятельности отошла у них на второй план.
Велико было влияние тамплиеров в Испании, Франции и Англии. Орден сложился в жёсткую иерархическую структуру с Великим магистром во главе. Они распределялись по четырём разрядам — рыцарей, капелланов, оруженосцев и слуг. По некоторым оценкам, численность людей ордена во времена наибольшего могущества достигала 20 000.
Благодаря прочной сети командорств — в XIII веке их насчитывалось пять тысяч вместе с зависимыми замками и монастырями, — покрывающей почти целиком Европу и Ближний Восток, тамплиеры могли обеспечивать под небольшие ссудные проценты не только охрану вверенных им ценностей, но и их перевозку из одного места в другое, от заимодавца к заёмщику или от погибшего паломника к его наследникам.
Непомерные богатства ордена вызывали вражду и зависть, особенно французского короля Филиппа IV Красивого, который сам был крупным должником ордена и жаждал прибрать к рукам их богатства. Привилегии ордена — подсудность лишь папе, изъятие из-под юрисдикции королей, освобождение от церковных налогов — вызывали недоброжелательство со стороны церковного клира.

## Прецептории
В некоторых рыцарских орденах (прежде всего у тамплиеров и госпитальеров) на определённых территориях имелся местный орган управления — прецептория, глава которой — прецептор — обладал верховной властью над собратьями-рыцарями, будучи ответственным только перед гроссмейстером своего ордена. В прецепториях для монашествующих рыцарей имелись жилища и церкви. Художественное описание тамплиерской прецептории содержится в романе Вальтера Скотта «Айвенго».

## Снаряжение и боевые порядки
Наступательное вооружение тамплиера регламентировалось уставом. Каждый рыцарь должен был иметь длинный обоюдоострый меч. Конному воину полагались копьё и палица. В походе употреблялись три ножа: боевой кинжал, нож для хлеба и нож с узким лезвием, что позволяло использовать его как шило. Рыцарь перевозил свои пожитки в двух мешках: один — для белья, а другой — для доспехов. Большую часть походного груза вёз оруженосец, который не следовал за своим сеньором, а ехал впереди него, чтобы тот мог держать своего слугу в поле зрения. Для ночёвки в поле у рыцаря имелась палатка. Основой военного преобладания тамплиеров являлась дисциплина. Знамя ордена до начала атаки нёс подмаршал, находившийся рядом с маршалом. Чтобы дать сигнал к атаке, маршал брал знамя. Так как он не мог защищаться, то его окружали 5-10 рыцарей.
Рыцарю дозволялось иметь трёх животных (двух коней и осла, боевого коня и двух ослов, или трёх коней) и одного оруженосца, а четвёртую лошадь и второго оруженосца — по дозволению магистра. Доспехами являлись кольчуга, кольчужные чулки и горшковый шлем. Кольчугу рыцари надевали поверх стёганой куртки, которая называлась les espalieres (оплечье). Гербовая котта, надеваемая поверх доспехов, с красным крестом спереди и сзади, была из белой ткани для рыцарей, из чёрной — для сержантов и оруженосцев. Меч носили на поясе, его подвешивали на двух широких идущих накрест ремнях-перевязях так, чтобы ножны были расположены вертикально, остриём в землю. В качестве оружия помимо меча тамплиеры пользовались копьём с металлическим наконечником и турецкой палицей. На шее висел треугольный щит, обтянутый кожей.
Комплект белья состоял из двух рубах и двух штанов. К ним полагалась пара башмаков. Рубаху поверх штанов опоясывали узким поясом. Так рыцари спали ночью. Верхняя одежда — долгополая туника, называемая платьем, и большой плащ. Рыцарь получал две небольших салфетки или платка: один — в качестве столовой скатерти, другой — для мытья головы.

## Легенды тамплиеров
С орденом тамплиеров связано много различных легенд.

### Проклятие Жака де Моле

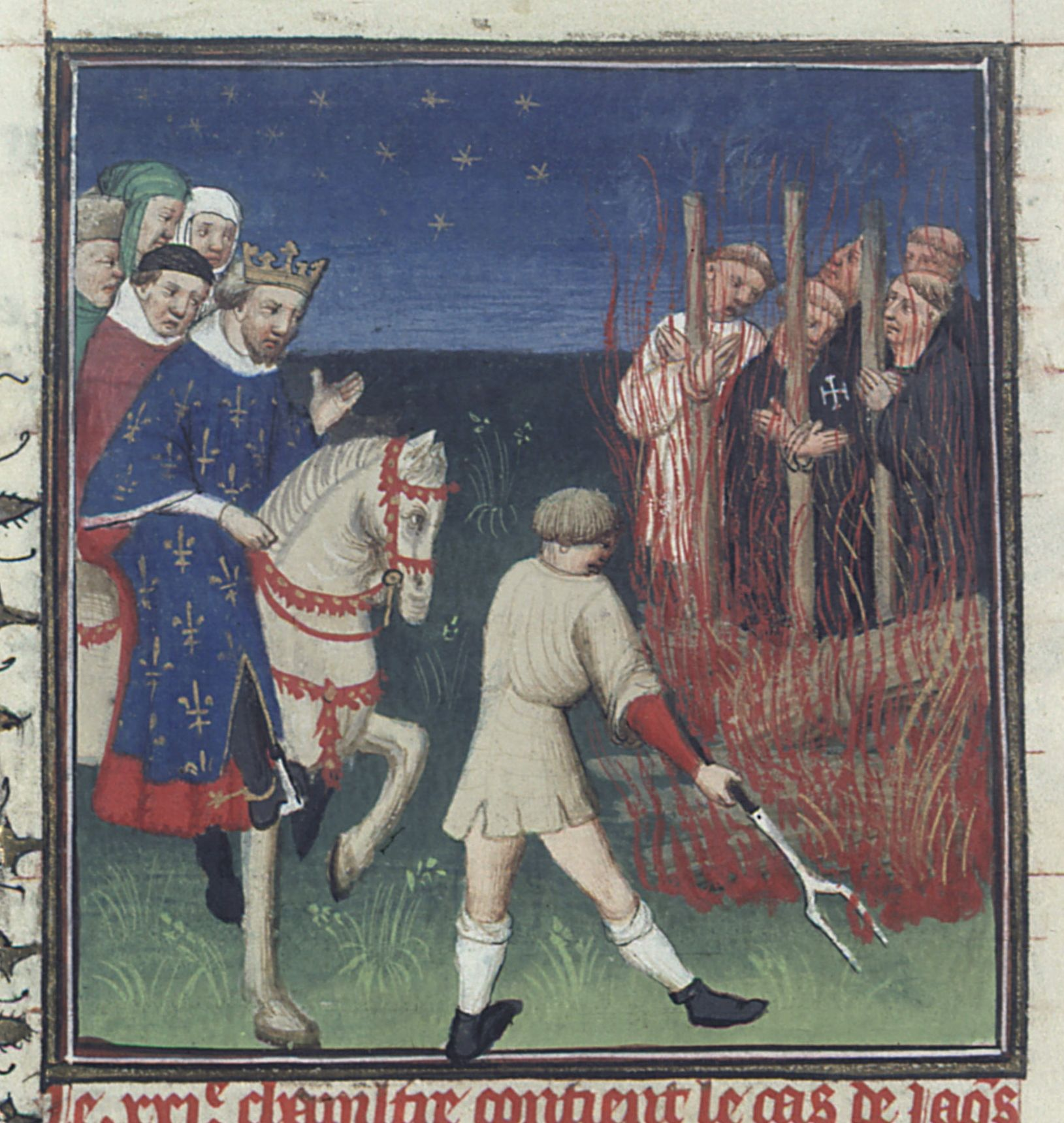
Король Филипп IV и тамплиеры. Миниатюра французской рукописи «Декамерона» Бокаччо нач. XV в.

Согласно Готфриду Парижскому, Жак де Моле, взойдя на костёр, вызвал на Божий суд Филиппа IV, покойного хранителя печати Гийома Ногаре и Климента V. Сломленный морально и физически, великий магистр неожиданно громким и громовым голосом заявил, что его оговорили, заставив себя признать виновным во лжи.

Справедливость требует, чтобы в этот ужасный день, в последние минуты моей жизни я разоблачил всю низость лжи и дал восторжествовать истине. Итак, заявляю перед лицом Земли и Неба, утверждаю, хотя и к вечному моему стыду: я действительно совершил величайшее преступление, но заключается оно в том, что я признал себя виновным в злодеяниях, которые с таким вероломством приписывают нашему ордену. Я говорю, и говорить это вынуждает меня истина: орден невиновен; если я и утверждал обратное, то только для прекращения чрезмерных страданий, вызванных пыткой, и умилостивления тех, кто заставлял меня все это терпеть. Я знаю, каким мучениям подвергли рыцарей, имевших мужество отказаться от своих признаний, но ужасное зрелище, которое мы сейчас видим, не может заставить меня подтвердить новой ложью старую ложь. Жизнь, предлагаемая мне на этих условиях, столь жалка, что я добровольно отказываюсь от сделки…
Обычно практика вызова на Божий Суд связывалась с верой в высшую справедливость, перед лицом которой виновные отвечали жизнью. Последним желанием умирающих был нередко вызов на Божий Суд, которое, по средневековым представлениям, подлежало немедленному исполнению (позднее отголосками этого стали последнее желание приговорённого к смертной казни или современная практика завещания). По Г. Ли, вызовы на Божий Суд в Средние Века были нередкими, но со временем такую практику забыли, и это переросло в легенду о некоем «проклятии тамплиеров» и магических практиках Ордена. Ещё на заре своей деятельности орден в глазах современников виделся как некий мистический институт, которого обвиняли в связи с дьявольскими силами (волшебстве, колдовстве, алхимии) и изготовлении сильнодействующих ядов, а в 1208 году папа Иннокентий III осудил храмовников за их «нехристианские действа». Согласно Морису Дрюону, уже задыхаясь в языках пламени, Жак де Моле предал анафеме Папу, короля, Ногарэ и всё их потомство на вечные времена, предрекая, что оно будет унесено великим смерчем и развеяно по ветру:
- Папа Климент... рыцарь Гийом де Ногарэ, король Филипп... не пройдёт и года, как я призову вас на суд Божий и воздастся  вам  справедливая  кара! Проклятие! Проклятие на ваш род до тринадцатого колена!..
Хотя соратник короля Ногаре умер почти год назад, уже через месяц после сожжения Де Моле, 20 апреля 1314 года после инцидента на охоте скончался папа римский Климент V, а в ноябре якобы от инсульта скончался упавший с коня на охоте Филипп Красивый. Трое сыновей Филиппа также разделили его судьбу, погибнув при неизвестных обстоятельствах с 1314 по 1328 годы и не оставив наследников, за что в народе были прозваны «проклятыми королями». Со смертью Карла IV, последнего из них, династия Капетингов прервалась. Версию о проклятии тамплиеров разделял итальянский историк Джованни Виллани, автор «Новой хроники», или «Истории Флоренции», доведённой до 1347 года:

Очень многие утверждали, что тамплиеров погубили несправедливо, чтобы завладеть их имуществом, которое впоследствии папа изъял своей властью и передал ордену госпитальеров, но пришлось его выкупать у французского короля и у других государей. На это, считая выплату процентов, ушло столько денег, что орден госпитальеров остался ещё беднее, чем был прежде, владея только своим. Возможно, тут следует видеть перст Божий. Как мы увидим ниже, французский король и его сыновья подверглись великому позору и несчастьям, как за это прегрешение, так и за пленение папы Бонифация…
Следующая правившая династия французских королей Валуа, родственная Капетингам, пережила огромное количество бед: в годы Столетней войны, разорительной для Франции, пусть и закончившейся итоговой победой французов, в плену у англичан умер Иоанн II Добрый, а другой правитель Карл VI и вовсе сошёл с ума. Все последние представители династии погибли насильственной смертью: Генрих II погиб на турнире в 1559 году, Франциск II умер от усердного лечения, Карл IX скончался от болезни, а Генрих III был смертельно ранен монахом-фанатиком. В династии Бурбонов также подтверждаются случаи насильственной смерти: основатель династии Генрих IV был убит, а последний её представитель Людовик XVI был обезглавлен после Великой французской революции.
Некоторыми утверждается, после того, как Людовика XVI обезглавили на эшафоте, какой-то мужчина прыгнул на помост, окунул руку в кровь мёртвого монарха и показал её толпе, громко крикнув: «Жак де Моле, ты отмщён!». Однако первоисточником легенды о проклятии династии Валуа и всех правивших Францией Бурбонов иногда называется роман «Иллюминатус!», где фраза была произнесена в виде Jacques de Molay, thou art avenged!
Что касается Рима и папского влияния, то после «Авиньонского пленения пап» начался Великий западный раскол, когда несколько понтификов предавали друг друга анафеме в течение всего XV века, а последовавшая Реформация и Великая французская революция окончательно разрушили влияние пап на большей части Европы, в том числе и во Франции.

### О происхождении богатства
На протяжении многих лет о происхождении богатства тамплиеров выдвигались фантастические домыслы.

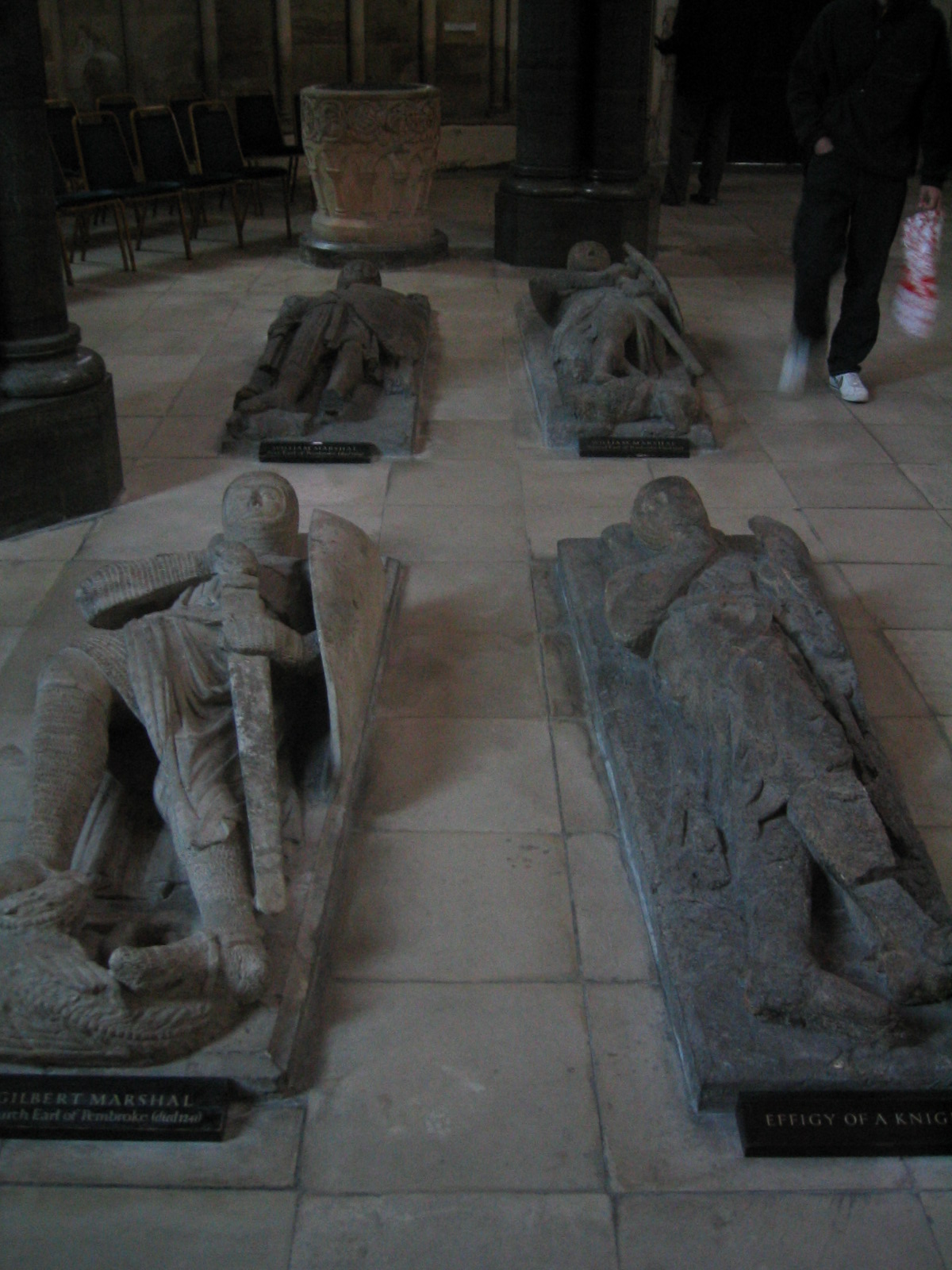
Мраморные кенотафы тамплиеров в Круглой церкви лондонского Темпла

Возник миф, что источником богатства тамплиеров были серебряные копи Южной Америки. О регулярных рейсах тамплиеров в Америку упоминали Байджент, Отт и особенно — Жак де Майе, который отстаивал эту точку зрения, не имея никаких оснований для подобных версий. Например, де Майе писал о скульптурных изображениях индейцев на фронтоне храма тамплиеров XII века, расположенного в городе Верелай в Бургони: якобы этих индейцев с большими ушами тамплиеры видели в Америке и запечатлели их облик в скульптуре. В доказательство Жак де Майе привёл фотографию этого фронтона, но на фотографии был показан фрагмент рельефа тимпана «Сошествие Святого Духа на апостолов» в церкви Сент-Мадлен в Везле. Эту церковь построили в 1125—1135 годах. Орден тамплиеров тогда только набирал силу и строительства ещё не вёл. У него не было флота, и плавание в Америку выглядит маловероятным.
На печати с надписью «Secretum Templi» действительно есть изображение, на первый взгляд напоминающее индейца. Но человек, знакомый с мистическими учениями, сразу узнаёт в этом изображении Абраксаса. Остальные аргументы де Майе ещё более слабы.

### Обвинения
Тамплиерам приписывают: от катаризма в Ордене до идеи установления созидательного единства всех кровей, рас и религий — то есть создания государства нового типа с религией, впитавшей в себя лучшее из христианства, ислама и иудаизма.
Устав Ордена — составленный св. Бернаром — пронизан самым возвышенным духом Католической Веры. Тем не менее, Гекерторн пишет о наличии гностической символики в захоронениях тамплиеров (доказательств не приводит); печать с Абраксасом может свидетельствовать о наличии некоторых традиций гностицизма. Но категорически утверждать об этом невозможно.
И Бафомет, приписываемый тамплиерам, не имеет традиций и параллелей в религиозных традициях мира. Есть версия, что он лишь порождение устроенного над ними судебного процесса. Наиболее вероятна версия, что мнимую ересь тамплиеров выдумали официальные хронисты, а имя демона «Бафомета» — не более чем искажение имени Магомета на окситанском языке, допущенное трубадуром Гавауданом в 1195 году в поэме «Senhors, per los nostres peccatz». В частности, в показаниях брата Ордена Жана де ла Кассаня из Каркасона говорится, что он являлся свидетелем поклонения идолам не только «Бафомета», но и «Яллы», т. е. как Магомету, так и Аллаху.

### Тамплиеры и Святой Грааль
Святой Грааль — предполагаемое сокровище катаров, воспетое рыцарскими романами, родившимися при дворе графов Шампанских, тесно связанных с основанием Ордена Храма. Облечёный таинственной властью и слывущий источником всякого богатства и плодородия на земле, он был якобы сохранён рыцарями Ордена Храма. Легенда связана, в том числе, с Chanson de geste, циклом эпических поэм о Годфруа Бульонском, в частности, объявляющих его внуком Лоэнгрина, рыцаря Лебедя, а отцом Лоэнгрина был Парцифаль. Вольфрам фон Эшенбах в романе «Парцифаль» (1195—1216) показал тамплиеров хранителями Святого Грааля.

## Великие магистры Ордена
- Гуго де Пейн (1118/1119 — 24 мая 1136/1137)
- Робер де Краон (июнь 1136/1137 — 13 января 1147/1149)
- Эврар де Бар (январь 1147/1149—осень 1152)
- Бернар де Трембле (июнь 1152 — 16 августа 1153)
- Андре де Монбар (14 августа 1153—17 января 1156)
- Бертран де Бланшфор (октябрь 1156—2 января 1169)
- Филипп де Милли (27 января/август 1169 — начало 1171)
- Одо де Сент-Аман (апрель 1171 — 8 (19) октября 1179)
- Арно де Торож (1179/1180 — 30 сентября 1184)
- Жерар де Ридфор (октябрь 1184/1185 — 1 (4) октября 1189)
- Робер де Сабле (конец 1189/1191 — 13 января /23 сентября 1193)
- Жильбер Эрайль (февраль 1193/1194—20 декабря 1200)
- Филипп де Плессье (1200/ начало 1201 — 12 февраля (ноябрь(?)) 1209)
- Гильом де Шартр (1209/1210 — 25 (26) августа 1219)
- Пьер де Монтегю (1219 — 28 января 1232)
- Арман де Перигор (1232 — 17/20 октября 1244)
- Ришар де Бюр (1244/1245 — 9 мая 1247)
- Гильом де Соннак (1247 — 11 февраля 1250)
- Рено де Вишье (июль 1250 — 20 января 1256)
- Тома Берар (1256 — 25 марта 1273)
- Гильом де Боже (13 мая 1273 — 18 мая 1291)
- Тибо Годен (август 1291 — 16 апреля 1292/1293)
- Жак де Моле (апрель 1292 — 22 марта 1312)

## Численность
Вильгельм Вильке считал, что в Ордене состояло около 15 000 рыцарей (эту же цифру приводит советский «Атеистический словарь»); Цеклер — 20 000 рыцарей; Мальяр де Шамбюр — 30 000 рыцарей. Все эти числа слишком велики и не соотносимы с количеством рыцарей, участвовавших в войне Филиппа IV с Орденом в 1307—1314 годах: во Франции тогда было арестовано 538 рыцарей, на Кипре — 75 рыцарей, на Майорке сражались 25 рыцарей и все были повержены. И Франция, и Кипр, и Майорка были отдельными наставничествами Ордена.

## В кино
- «Крестовые походы» (The Crusades) — реж. Сесил Б. де Милль (США, 1935).
- «Айвенго» (Ivanhoe) — реж. Ричард Торп (США, 1952).
- «Король Ричард и крестоносцы» (King Richard and the Crusaders) — реж. Дэвид Батлер (США, 1954).
- «Айвенго» (Ivanhoe) — телесериал, реж. Дэвид Малони (Великобритания, 1970).
- «Пан Самоходик и тамплиеры» (Pan Samochodzik i templariusze) — реж. Хуберт Драпелла (Польша, 1971).
- «Проклятые короли» — телесериал, реж. Клод Барма (Франция, 1972).
- «Айвенго» (Ivanhoe) — реж. Дуглас Кэмфилд (Великобритания, 1982).
- «Баллада о доблестном рыцаре Айвенго» — реж. С. С. Тарасов (СССР, 1983).
- «Айвенго» (Ivanhoe) — реж. Стюарт Орм (Великобритания, США, 1997).
- «Ричард Львиное Сердце» — реж. Е. В. Герасимов (Россия, Сирия, 1992).
- «Рыцарь Кеннет» — реж. Е. В. Герасимов (Россия, Сирия, 1993).
- «Горец» (телесериал), 1-й сезон, эпизод 20-й «Ангел мщения» — реж. Паоло Барзман (Франция; Канада, 1993).
- «Кровь Тамплиеров» (Das Blut Der Templer) — реж. Флориан Баксмайер (ФРГ, 2004).
- «Царство небесное» (Kingdom of Heaven) — реж. Ридли Скотт (США, Испания, 2005).
- «Солдат Бога» (Soldier of God) — реж. В. Д. Хоган (США, 2005).
- «Проклятые короли» — телесериал, реж. Жозе Дайан (Франция, 2005).
- «В поисках сокровищ тамплиеров» (Tempelriddernes skat) — реж. Каспер Барфед (Дания, 2006).
- «Арн: Рыцарь-тамплиер» (Tempelriddaren) — реж. Петер Флинт (Швеция, Норвегия, Дания, ФРГ, 2007).
- «Последний тамплиер» (The Last Templar) — телесериал, реж. Паоло Барцман (Канада, 2009).
- «Тайна замка тамплиеров» (La commanderie) — телесериал, реж. Дидье ле Пешор (Франция, 2010).
- «Железный рыцарь» (Ironclad) — реж. Джонатан Инглиш (Великобритания, США, 2011).
- «Ночь тамплиера» (Night of the Templar) — реж. Пол Сэмпсон (США, 2013).
- «Кредо убийцы» (Assassin’s Creed) — реж. Джастин Крузель (США, Франция, Великобритания, 2016).
- «22 июля» (22 July) — фильм, реж. Пол Гринграсс (США, 2018).
- «Падение Ордена» (Knightfall) — телесериал, реж. Дон Хэндфилд, Ричард Рэйнер (США, Чехия, 2017—2019).

## В литературе
- Якобы имеющей место деятельности последователей ордена тамплиеров в современном мире посвящён исторический роман Умберто Эко «Маятник Фуко».
- Якобы имевшей место деятельности ордена тамплиеров в Древней Руси посвящена серия исторических романов Сергея Заграевского «Тайны Венской библиотеки».
- В фантастическом произведении Дэна Симмонса «Цикл Гипериона» орден Тамплиеров является организацией, выступающей за единение человечества с природой.

## В искусстве
Тамплиерам посвящена песня "Templars" шведской пауэр-метал группы Sabaton.